# Lowell (Indiana)
Pour les articles homonymes, voir Lowell.
La ville de Lowell est située dans le comté de Lake, dans l’État de l’Indiana, aux États-Unis. Sa population s’élevait à 9 276 habitants lors du recensement de 2010, estimée à 9 661 habitants en 2017.

## Histoire
Lowell a été établie en 1853. Elle a été nommée d’après la ville de Lowell, dans le Massachusetts.

## Galerie photographique

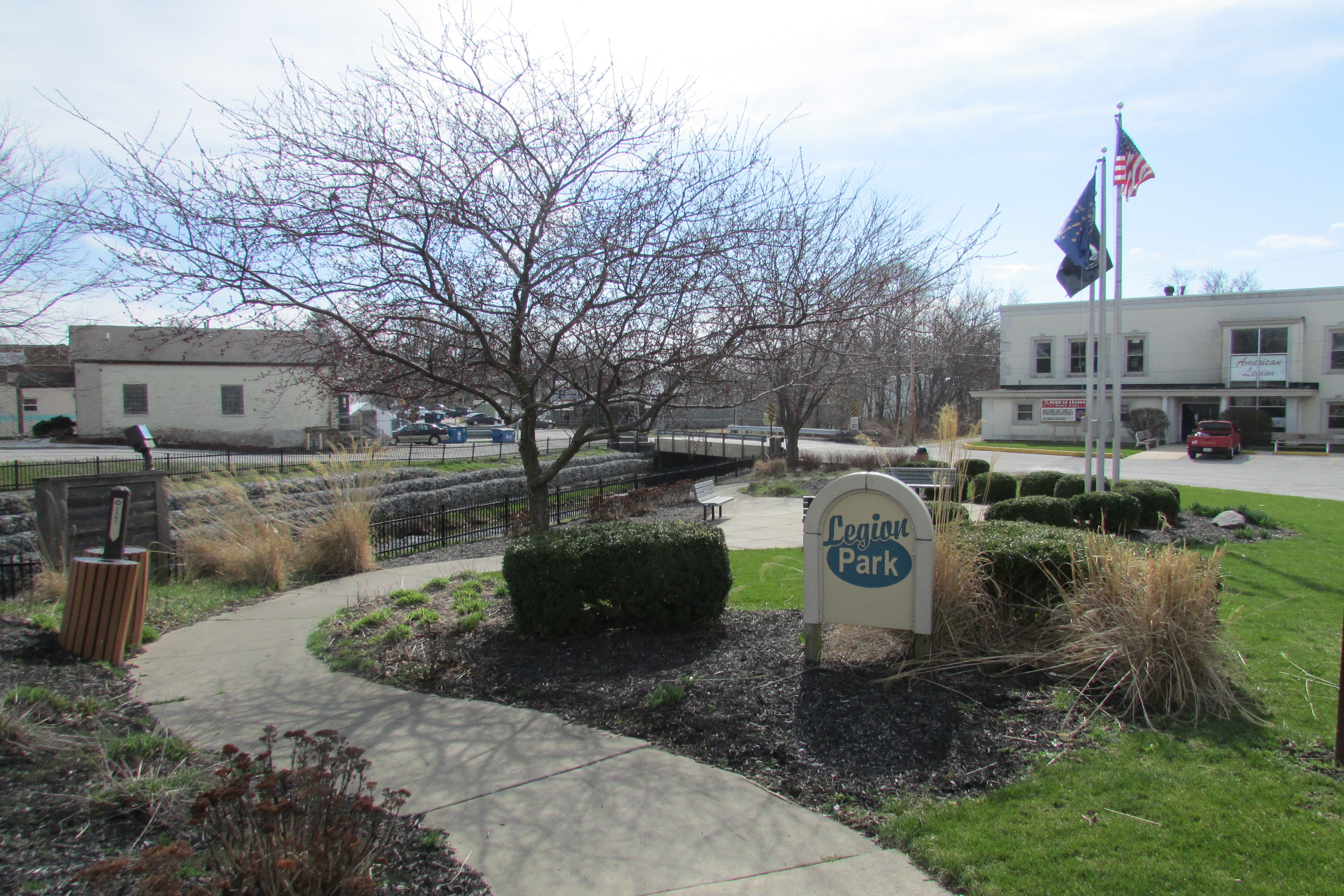
Legion Park.
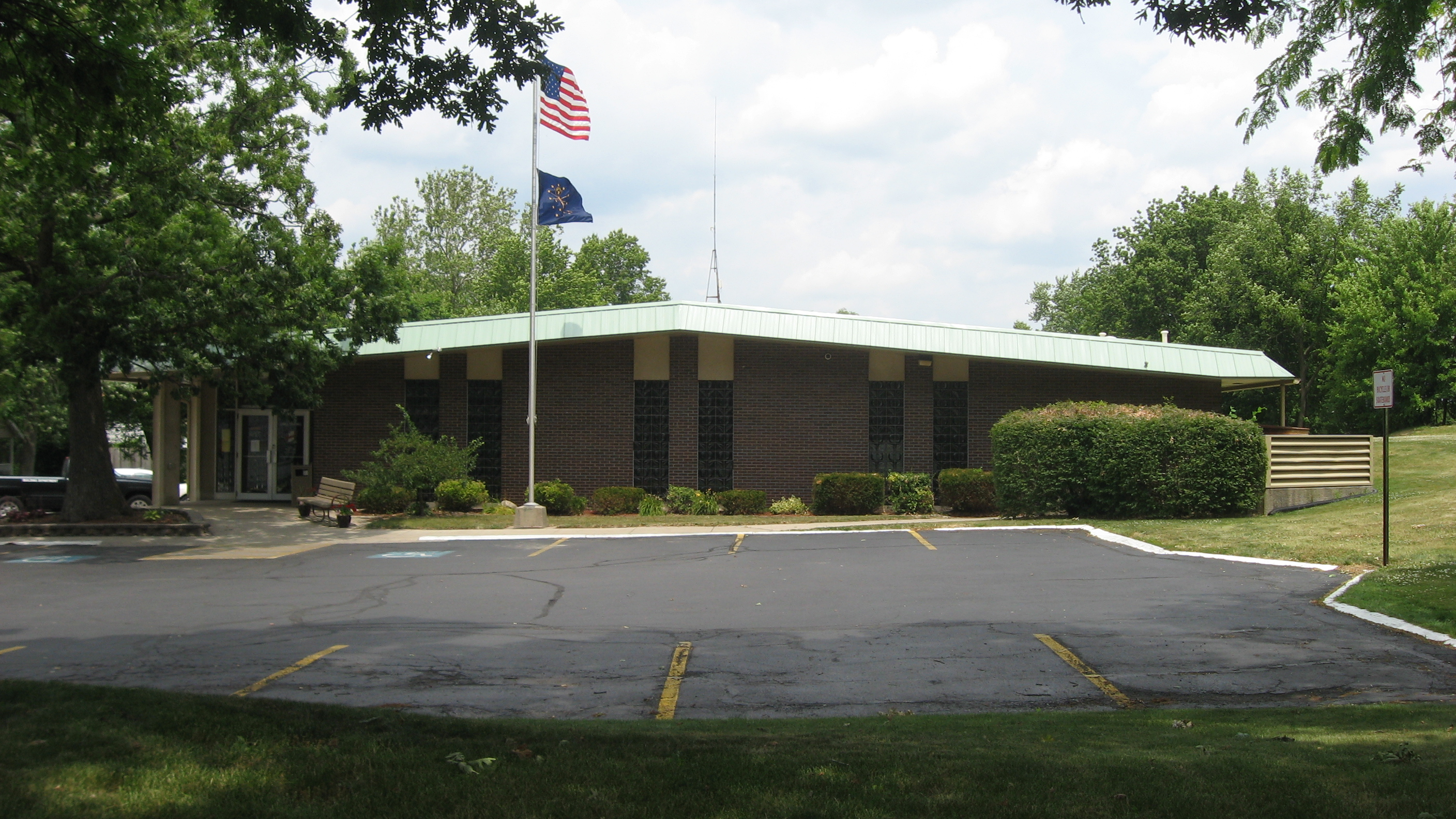
L’hôtel de ville.
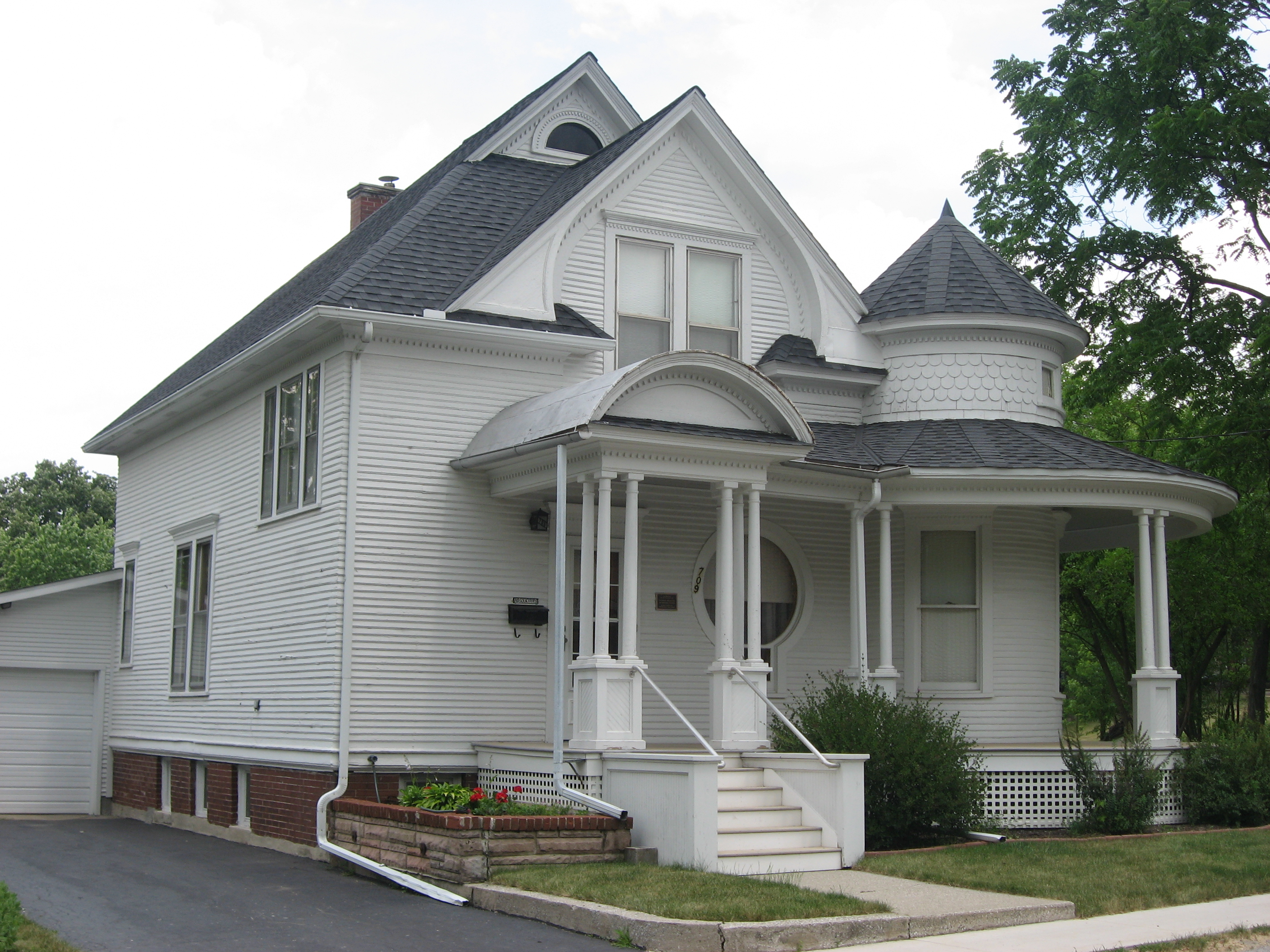
J. Claude Rumsey House.
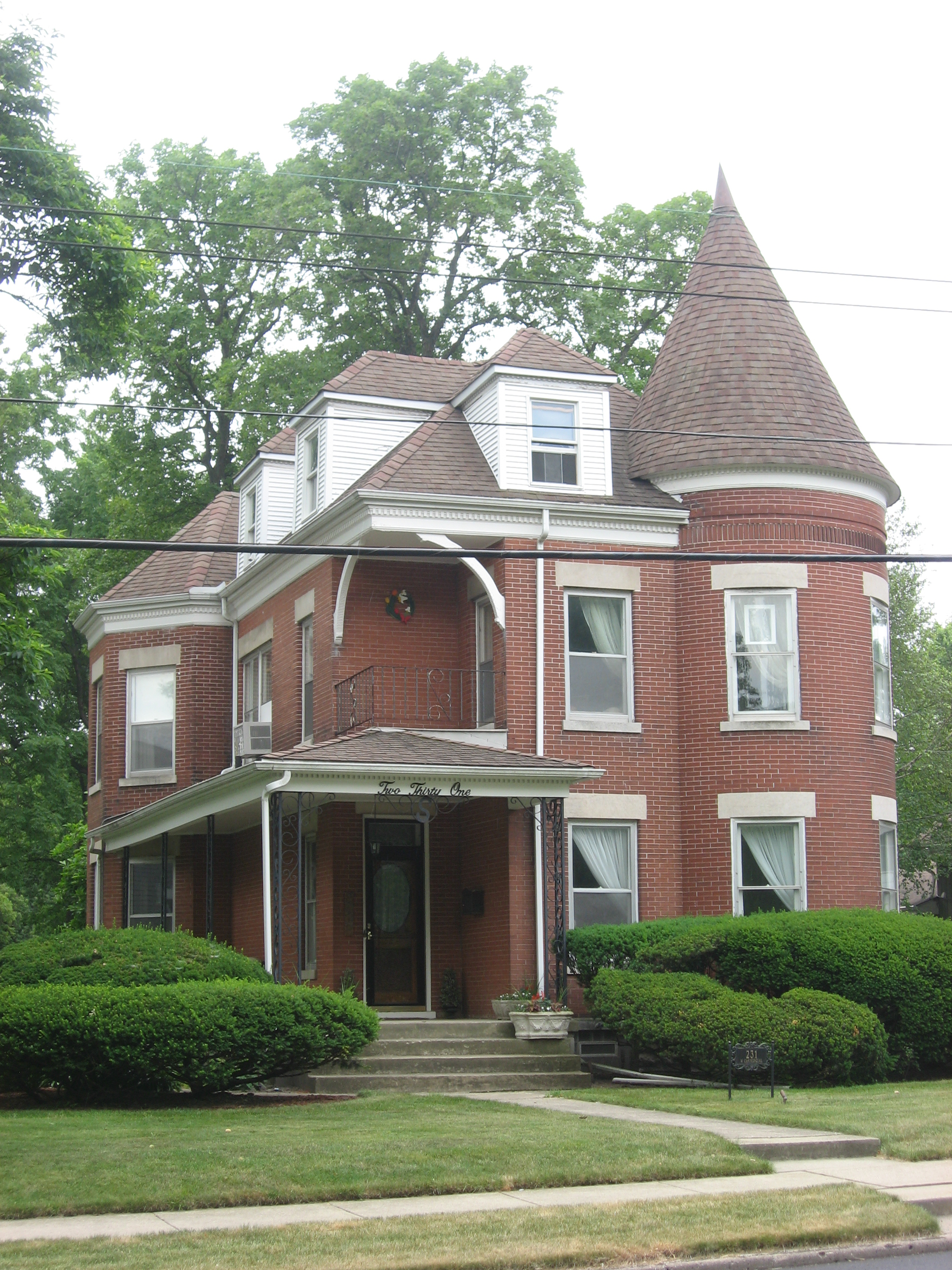
Charles E. Nichols House.

## Source
- (en) Cet article est partiellement ou en totalité issu de l’article de Wikipédia en anglais intitulé « Lowell, Indiana » (voir la liste des auteurs).

1. ↑  Howat, William Frederick, A Standard History of Lake County, Indiana, and the Calumet Region, Volume 1, Lewis Publishing Company, 1915, 136 p. (lire en ligne).
2. ↑  Ronald L. Baker, From Needmore to Prosperity : Hoosier Place Names in Folklore and History, Indiana University Press, octobre 1995, 371 p. (ISBN 978-0-253-32866-3, lire en ligne), p. 204
« ...the name was borrowed from Lowell, Massachusetts. »
.